# Asamblea Nacional del Poder Popular
Die Asamblea Nacional del Poder Popular (span. für Nationalversammlung der Volksmacht) ist die Bezeichnung für das Parlament von Kuba entsprechend der kubanischen Verfassung vom 15. Februar 1976. Das Parlament ist nicht frei gewählt, sondern in Scheinwahlen nach Einheitslisten bestimmt, Oppositionsvertreter sind nicht im Parlament vertreten und der Einfluss des Parlamentes auf die politischen Entscheidungen ist de facto gering. Die Macht liegt bei der Kommunistischen Partei Kubas (PCC).
Die 605 ehrenamtlichen Abgeordneten (2013: 614) werden in Ein-Personen-Wahlkreisen formal bestimmt. Es ist jeweils nur ein Kandidat zugelassen, ein Wahlkampf findet nicht statt. Die Wahlperiode dauert 5 Jahre, die letzten Wahlen fanden am 26. März 2023 statt. Das Parlament tagt in zwei Sessionen im Jahr. In der Zwischenzeit nimmt der 31-köpfige Ministerrat die Funktion des Gesetzgebers wahr. Eine Gewaltenteilung ist nicht gegeben. Derzeitiger Parlamentspräsident ist Esteban Lazo (seit 2013).

## Geschichte
Vor der kubanischen Revolution von 1959 bestand in Kuba ein Zwei-Kammern-Parlament aus Senat und Repräsentantenhaus. Die letzten Wahlen zu diesem Parlament waren die Wahlen vom 1. November 1956, bei der die Hälfte der Abgeordneten in beiden Häusern neu gewählt wurde.
In den folgenden 20 Jahren bestand kein Parlament. In seinem Manifest vom Juli 1957 hatte Fidel Castro angekündigt, nach dem Sieg der Revolution die kubanische Verfassung von 1940 wieder einzusetzen und freie Wahlen durchzuführen, sobald die Revolution erfolgreich sei. Im April 1959, nachdem er die Macht errungen hatte, sprach er davon, die Wahlen zu verschieben und in einer Rede am 1. Mai 1960 erklärte er die Idee der liberalen Demokratie und von Wahlen für „dekadent“ und verzichtete auf die Legitimation seines Regimes durch Wahlen. Auch die Einführung einer Rätedemokratie wurde mit dem Verweis auf damit verbundene Bürokratie abgelehnt. Seit 1965 ist Kuba ein Einparteiensystem und die PCC die einzig erlaubte politische Partei.
Das Regime Fidel Castros begründete den Verzicht auf demokratische (und sogar auf scheindemokratische) Institutionen damit, dass der politische Willensbildungsprozess auf Kuba durch die basisdemokratische Aktivität der Bevölkerung in den Massenorganisationen (Gewerkschaften, Komitees zur Verteidigung der Revolution, Kubanischer Frauenverband, Studentenorganisationen etc.) bestimmt würde.
Seit der Abgabe der Regierungsführung von Fidel Castro an seinen Bruder Raúl und dem Beginn des von ihm eingeleiteten wirtschaftlichen und politischen Reformkurses ab 2008 gab es innerhalb offizieller Foren und Medien erste Diskussionsansätze zu einer schrittweisen Demokratisierung des kubanischen Parlamentarismus, zu denen der PCC angehörende kubanische Politikwissenschaftler wichtige Beiträge leisteten. In der politischen Praxis führte der kubanische Staat probeweise ab 2011 erste Elemente der Gewaltenteilung auf kommunaler und Provinzebene ein, die zunächst auf die Provinzen Mayabeque und Artemisa beschränkt blieben und die jeweiligen Asambleas del Poder Popular von den Organen der Exekutive abgrenzen sollten. Die in Artikel 117 der Verfassung festgeschriebene Personalunion der Vorsitzenden der Gemeindeversammlungen mit den Vorsitzenden der Gemeindeverwaltungen wurde dabei unter der Zielsetzung bewusst missachtet, den Verfassungsartikel in absehbarer Zeit unter Nutzung der in der Praxis gewonnenen Erkenntnisse zu reformieren. Der ursprünglich auf 18 Monate begrenzte Modellversuch wurde im Sommer 2014 auf Beschluss der Nationalversammlung bis Ende 2016 verlängert.

## Poder Popular auf nationaler Ebene

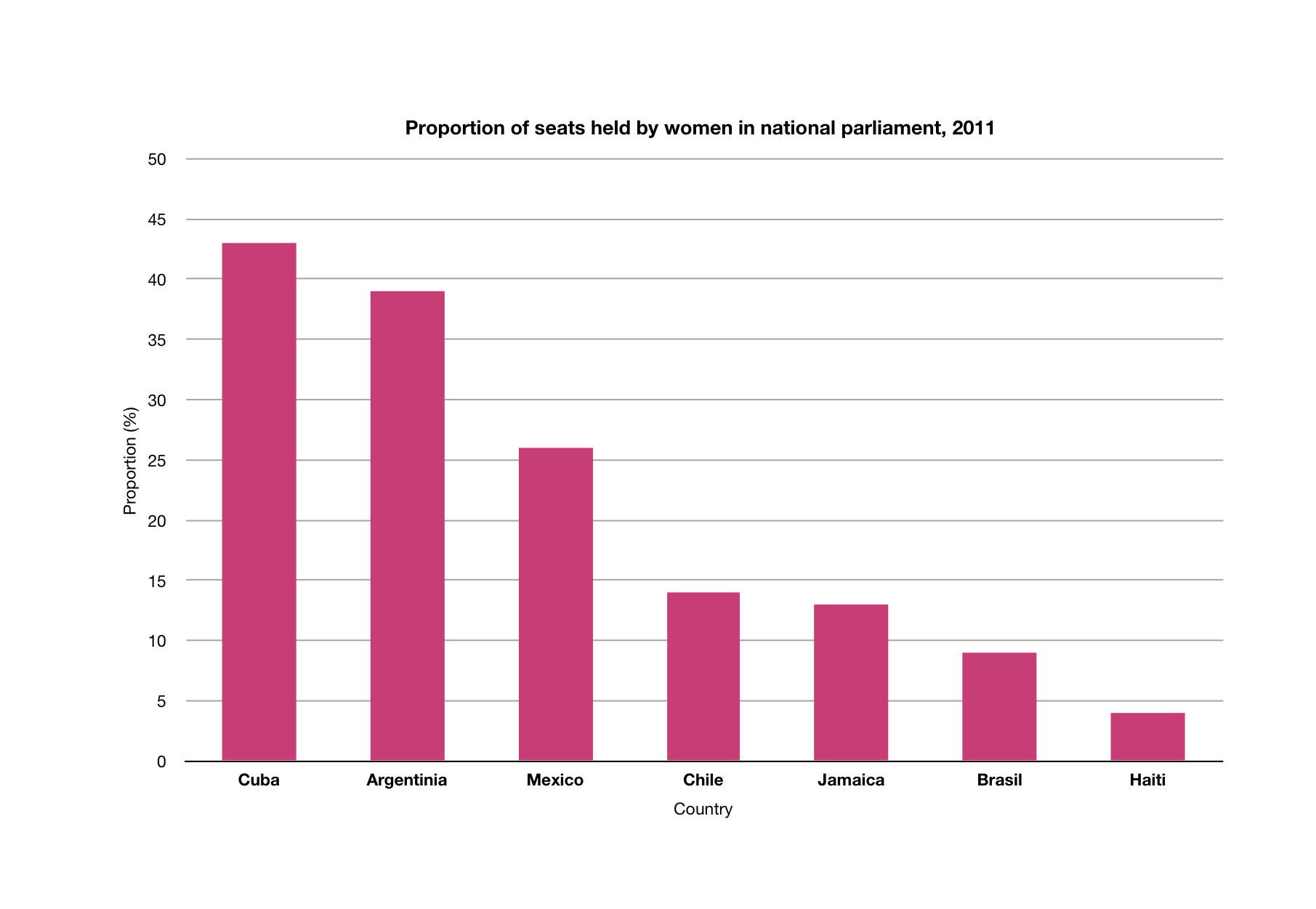
Frauenanteil im kubanischen Parlament im Vergleich zu anderen Ländern Lateinamerikas und der Karibik (2011)

Die Asamblea Nacional del Poder Popular (Nationalversammlung der Volksmacht) hat als kubanisches Parlament gemäß Artikel 70 der kubanischen Verfassung formal konstituierende und gesetzgebende Macht. In der Praxis dient sie der Umsetzung der Politik der PCC.
Die Nationalversammlung tritt lediglich zwei Mal im Jahr zu ordentlichen Sitzungen zusammen. Auf Antrag von einem Drittel der Delegierten müssen außerordentliche Sitzungen der Nationalversammlung einberufen werden. In der Praxis kommt dies jedoch nicht vor. Außerordentliche Versammlungen können auch vom Staatsrat einberufen werden. Die Abgeordneten sind ehrenamtlich tätig. Da ihre große Mehrheit außerhalb der Mandatsarbeit berufstätig ist, sind die Möglichkeiten zur eingehenden Beschäftigung mit den zur Diskussion stehenden Themen deutlich eingeschränkt. Dies betrifft außer den Plenarsitzungen auch die Arbeit in den ständigen und zeitweisen Parlamentsausschüssen, sowohl auf nationaler wie auf Provinz- und kommunaler Ebene.
Die Nationalversammlung der Volksmacht bestimmt den Staatsrat, nachdem zunächst das Zentralkomitee der PCC über die Wahlvorschläge der formal von ihr unabhängigen Nationalen Wahlkommission abgestimmt hat. Der Staatsratsvorsitzende ist Staatschef und Regierungschef. Der Staatsrat ist gegenüber dem Parlament formell rechenschaftspflichtig. Die Asamblea Nacional berät und entscheidet über alle Gesetze, die politischen Leitlinien und den Staatshaushalt. Der Frauenanteil im kubanischen Parlament ist mit 43 % im Jahr 2011 der höchste aller Länder Lateinamerikas und der Karibik. Zudem wurde der Frauenanteil im Lauf der Jahre kontinuierlich ausgebaut. Im Jahr 2000 betrug er 28 %, 2003 bereits 36 % und seit 2008 beträgt er 43 %.
Im Dezember 2013 stimmte die Abgeordnete Mariela Castro, Tochter des kubanischen Staatsratspräsidenten Raúl Castro, als erstes Mitglied der Poder Popular gegen einen Gesetzesentwurf der Regierung. Bis dahin sind Abstimmungen stets einstimmig ausgefallen. Über die Bedeutung dieser Gegenstimme sind sich Beobachter uneins: während Arturo Lopez-Levy von der Universität von Denver von einem möglichen Türöffner spricht, glaubt Ted Henken, Professor für Lateinamerika-Studien am Baruch-College in New York, dass sich sowas nur Mariela Castro, aber kein einfacher Abgeordneter leisten könne.

## Poder Popular auf Provinzebene und auf kommunaler Ebene
Die Asamblea Provincial del Poder Popular (Provinzversammlung der Volksmacht, APPP) gibt es in allen 15 Provinzen sowie auf der Isla de la Juventud. Ihre Delegierten werden für fünf Jahre bestimmt. Auf dem Papier besteht ihre Hauptfunktion in der Erstellung von Entwicklungsplänen für die jeweilige Provinz und in der Kontrolle der Provinzverwaltungen. Wie das nationale und die kommunalen Parlamente werden die Provinzversammlungen von der PCC dominiert.
Die Asambleas Municipales del Poder Popular (Kommunalversammlungen der Volksmacht, AMPP) werden in den 169 Gemeinden (Municipios) gewählt. Die Wahlen finden alle zweieinhalb Jahre statt.
Genauso wie das nationale Parlament verfügen auch die Abgeordneten der Provinz- und Kommunalparlamente in der zentralistischen Struktur des „Demokratischen Zentralismus“ über kaum politischen Einfluss.

## Wahlen

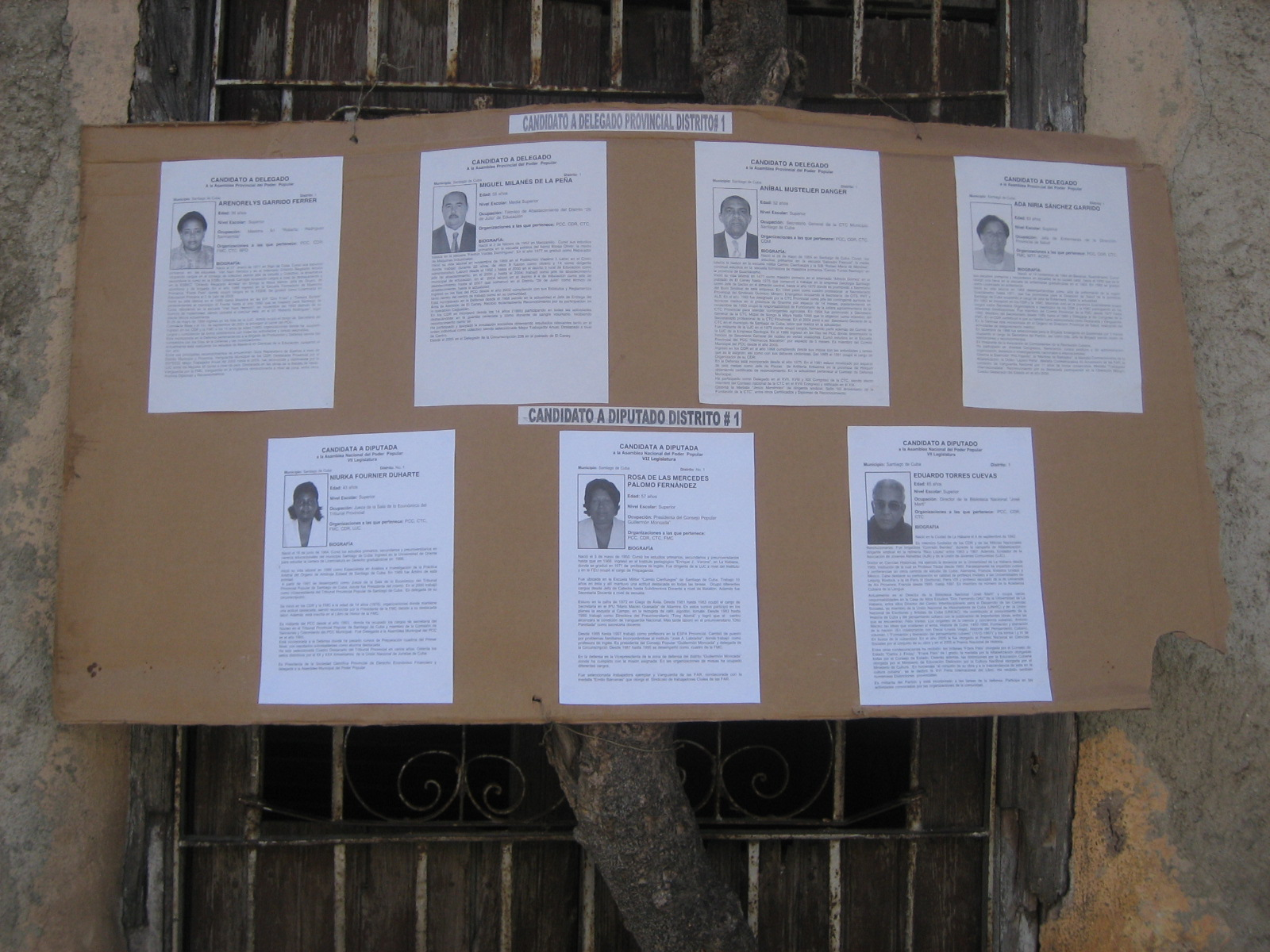
Kandidaten für die Wahlen für das nationale und das Provinzparlament in Santiago de Cuba (2008)

1974 beschloss die kubanische Regierung die Durchführung von Wahlen zunächst nur für die Provinz Matanzas. 1975 wurde in der Provinz Matanzas das erste Provinzparlament bestimmt. Die dort gemachten Erfahrungen führten zu den ersten Wahlen zu Volksmachtversammlungen auf Gemeinde- und Provinzebene am 10. Oktober und am 17. Oktober 1976.
Am 2. Dezember 1976 fanden die ersten Wahlen zur Nationalversammlung der Volksmacht statt, die ihrerseits den Staatsrat bestätigten. Der Staatsrat ist auch die Instanz, die die Nationale Wahlkommission bestimmt – die Institution, der die Verantwortung für die Abwicklung der Wahlen und die Bildung der jeweiligen Wahlkommissionen auf regionaler und lokaler Ebene zukommt.
Das aktive und passive Wahlrecht haben alle kubanischen Staatsbürger über 16 Jahre mit Ausnahme von Gefängnisinsassen und Menschen, die durch Gerichtsentscheidung für nicht zurechnungsfähig erkannt wurden. Allein für die Nationalversammlung beginnt das passive Wahlrecht mit 18 Jahren. Wie in den Volksdemokratien üblich, vermeldete das Regime hohe Wahlbeteiligungen (bis zu 99,6 Prozent) und Zustimmungsquoten. Bei den letzten Kommunalwahlen im April 2015 erreichte die Wahlbeteiligung mit 88,3 Prozent einen historischen Tiefststand, der Anteil der unausgefüllten oder als ungültig gewerteten Stimmzettel betrug insgesamt 9,46 Prozent.
Die Abgeordneten des nationalen ebenso wie der Provinzparlamente werden den jeweiligen Wahlkommissionen mehrheitlich von den gleichgeschalteten Massen- und Studentenorganisationen (Komitees zur Verteidigung der Revolution, Frauenverband, Zentralgewerkschaft, Studentenorganisation etc.) vorgeschlagen, wobei die lokale Basis der jeweiligen Organisation nicht regelmäßig in den Nominierungsprozess eingebunden ist. Weniger als die Hälfte der Abgeordneten setzt sich aus den unmittelbar an der Basis der Wahlkreise gewählten Delegados zusammen. Laut Wahlgesetz können Abgeordnete gleichzeitig den Parlamenten mehrerer Ebenen angehören.
Es steht für die Mandate der ANPP und der APPP jeweils nur ein Kandidat zur „Wahl“. Die von der PCC kontrollierten Massenorganisationen sowie die gleichgeschalteten Medien werben massiv für die Bestätigung der Einheitsliste durch die Wähler, denen als Wahlalternative lediglich die Abgabe leerer oder ungültiger Stimmzettel bleibt. Die Kandidaten aller parlamentarischer Ebenen betreiben keinen Wahlkampf und stellen keine eigenen politischen Programme vor. Sie werden den Wählern lediglich durch ausgehängte Kurzbiografien vorgestellt, die von den Wahlkommissionen verfasst werden.
Die Wahlen zu den Kommunalparlamenten weisen gegenüber den Wahlen auf Provinz- und der nationalen Ebene eine Besonderheit auf: Die Kandidaten werden sämtlich in lokalen Nachbarschaftsversammlungen auf Vorschlag der Wahlbevölkerung des jeweiligen Wahlkreises nominiert, während auf den höheren Ebenen eine Mehrheit der Kandidaten von den der PCC unterstellten Massenorganisationen bestimmt wird. Somit besitzen die Wahlen zu den Kommunalparlamenten ein wichtiges demokratisches Element, das den übrigen Wahlen fehlt, das jedoch durch den Einfluss der staatlichen Wahlkommissionen und den Einsatz der politischen Polizei eingeschränkt wird. Die Vorsitzenden und Vizevorsitzenden der Asambleas Municipales del Poder Popular (AMPP), werden von den gewählten Abgeordneten bestimmt, ohne dass jedoch die Auswahlkriterien der Vorschlagskommissionen oder die Stimmenverhältnisse veröffentlicht würden. Diese obersten Volksvertreter sind kraft ihres Amtes auch Vorsitzende ihrer jeweiligen Gemeindeverwaltung (Consejos de Administración Municipal) und damit die obersten Staatsvertreter auf Gemeindeebene, was einen deutlichen Interessenskonflikt darstellt.
Im April 2015 sorgte der Umstand für internationale Berichterstattung, dass unter den mehr als 27.000 Kandidaten für 12.589 zu vergebene ehrenamtliche Mandate in 168 Municipios (Gemeinden) auch zwei sich offen zur Opposition zählende Kubaner zur Wahl antraten, die bei Abstimmungen in vorangegangenen Wählerversammlungen von ihren Nachbarn als Kandidaten nominiert worden waren. Gewählt und in die AMPP entsandt wurden jedoch allein die Regierung unterstützende Vertreter. Zuletzt war es bereits in den 1990er Jahren in Havanna zu Kandidaturen von Oppositionellen auf Vorschlag von Wahlberechtigten ihres jeweiligen Wahlkreises gekommen. Wie später im Jahr 2015 fertigten die zuständigen Wahlkommissionen daraufhin zum öffentlichen Aushang vorbereitete Kurzbiografien an, die den Kandidaten negative Eigenschaften zuschrieben, woraufhin sie keine Stimmenmehrheit erhielten. In einem anderen Fall erlangte eine ursprünglich regierungstreue Gemeindeabgeordnete während ihres dritten Mandats mit ihrem beständigen Kampf gegen die Schließung der einzigen Schule ihres Wahlkreises überregionale Bekanntheit, woraufhin die Behörden 2012 ihren Stimmbezirk neu zuschnitten, um ihre erneute Wiederwahl zu verhindern.

## Parlamentspräsidenten
- I. Legislaturperiode (1976–1981):
  - Präsident: Blas Roca Calderío
  - Vizepräsident: Raúl Roa
  - Sekretär: José Arañaburu García
- II. Legislaturperiode (1981–1986):
  - Präsident: Flavio Bravo Pardo
  - Vizepräsident: Jorge Lezcano Pérez
  - Sekretär: José Arañaburu García
- III. Legislaturperiode (1986–1993):
  - Präsidenten: Flavio Bravo Pardo (1986–1987, verstorben); Severo Aguirre del Cristo (1987–1990, verstorben); Juan Escalona Reguera (1990–1993)
  - Vizepräsidenten: Severo Aguirre del Cristo (1986–1990, verstorben); Zoila Benitez de Mendoza (1993–1993)
  - Sekretär: Ernesto Suárez Méndez
- IV. Legislaturperiode (1993–1998):
  - Präsident: Ricardo Alarcón de Quesada
  - Vizepräsident: Jaime Crombet Hernández-Baquero
  - Sekretär: Ernesto Suárez Méndez
- V. Legislaturperiode (1998–2003):
  - Präsident: Ricardo Alarcón de Quesada
  - Vizepräsident: Jaime Crombet Hernández-Baquero
  - Sekretär: Ernesto Suárez Méndez
- VI. Legislaturperiode (2003–2008):
  - Präsident: Ricardo Alarcón de Quesada
  - Vizepräsident: Jaime Crombet Hernández-Baquero
  - Sekretär: Ernesto Suárez Méndez
- VII. Legislaturperiode (2008–2013):
  - Präsident: Ricardo Alarcón de Quesada
  - Vizepräsidenten: Jaime Crombet Hernández-Baquero (2008–2012); Ana María Marí Machado (2012–2013)
  - Sekretärin: Miriam Brito Saroca
- VIII. Legislaturperiode (2013–2018):
  - Präsident: Esteban Lazo Hernández
  - Vizepräsidentin: Ana María Marí Machado
  - Sekretärin: Miriam Brito Saroca
- IX. Legislaturperiode (2018–2023):
  - Präsident: Esteban Lazo Hernández
  - Vizepräsidentin: Ana María Marí Machado
  - Sekretärin: Miriam Brito Saroca
- X. Legislaturperiode (2023–2028):
  - Präsident: Esteban Lazo Hernández
  - Vizepräsidentin: Ana María Marí Machado
  - Sekretär: Homero Acosta Álvarez

## Parlamentssitz
Die Asamblea Nacional besitzt für ihre seltenen Sitzungen kein eigenes Gebäude, sondern tagt im multifunktionalen Kongresszentrum Palacio de Convenciones (PALCO) in einem exklusiven Teil des westlichen Stadtviertels Playa. Nach Abschluss der aktuell laufenden Renovierungsarbeiten wird das Parlament wieder im Capitolio zu Hause sein, einem der größten und prominentesten Gebäude im Stadtzentrum. Dort tagte bis zum Sieg der Revolution das 1959 aufgelöste Parlament der alten Republik.